# 弗拉基米尔·韦利奇科
弗拉基米尔·马卡罗维奇·韦利奇科（羅馬化：Vladimir Makarovich Velichko；1937年4月23日—）是一名苏联政治人物，1991年担任苏联部长会议第一副主席。

## 生平
1937年4月23日生于苏联俄罗斯苏维埃联邦社会主义共和国沃罗涅日州的一个工薪阶层家庭。1955年开始在列宁格勒军事机械研究所学习，1962年获得机械工程师资格。
1962年加入苏联共产党，开始在列宁格勒的一家属于苏联通用机器制造部的工厂工作。1967年成为工厂副主任，1971年成为副总监。1971年至1975年期间出任工厂经理。1986年至1990年为苏联共产党中央委员会成员。
1975年成为苏联动力机械工业部第一副部长，1983年成为部长。后改组为重型机械工业部，出任部长。1989年，动力机械与其他部门重组为重型机械工业部。他以高票当选首任部长。帕夫洛夫内阁期间出任部长会议第一副主席。
1990年11月以来，是一家能源股份有限公司董事会主席。自1993年以来一直是俄羅斯聯邦政府工业政策委员会的成员，并于1994年成为工业政策和企业家理事会主席。2011年前一直是为俄羅斯工程學院主席团成员。

## 荣誉
- 四级祖国功勋勋章（1996年）[6]
- 列寧勳章（1982年，1987年）
- 十月革命勋章（1974年）
- 劳动红旗勋章（1971年）
- 苏联国家奖（1976年, 1978年）
- 友谊勋章 （捷克斯洛伐克社会主义共和国，1984年）[7]